# Liste der Berliner Flughäfen

Lage der Flughäfen in Berlin – Der Flughafen Berlin Brandenburg (BER) liegt direkt bei Schönefeld an der Berliner Stadtgrenze

Der Begriff Flughafen Berlin bzw. auch Flugplatz Berlin bezeichnet:
in Betrieb:
- Flughafen Berlin Brandenburg (IATA-Code: BER), 2020 eröffnet

außer Betrieb:
- Flugplatz Berlin-Johannisthal, 1909 eröffnet, 1952 stillgelegt
- Flugplatz Staaken, 1915 eröffnet, 1953 stillgelegt
- Flugplatz Berlin-Gatow (GWW), 1935 eröffnet, 1994 stillgelegt
- Flughafen Berlin-Tempelhof (THF), 1923 eröffnet, 2008 stillgelegt
- Flughafen Berlin-Schönefeld (SXF), 1946 eröffnet, 2020 als Terminal 5 in den Flughafen Berlin Brandenburg integriert
- Flughafen Berlin-Tegel (TXL), 1948 eröffnet, Schließung November 2020

Bis zur Eröffnung des Flughafens Berlin Brandenburg wurden die Berliner Flughäfen unter dem IATA-Code „BER“ zusammengefasst.
- Karte mit allen verlinkten Seiten:
- OSM |
- WikiMap